# Беляночка Дюпоншеля
Беляночка Дюпоншеля (лат. Leptidea duponcheli) — дневная бабочка из семейства белянок (Pieridae). Видовое название duponcheli дано в честь Августа Жозефа Дюпоншеля (1774—1846), французского энтомолога.

## Описание
Длина переднего крыла: 18 — 23 мм. Основной фон крыльев — белый. Кончики передних крыльев — сероватые.

## Ареал
Ареал вида дизъюнктивный. Юго-восточная Франция, юг Балканского полуострова, Крым, Турция, Северный и западный Иран, Ливан, Закавказье, Большой Кавказ (в горах поднимается на высоты до 2000 метров над уровнем моря).
Вид часто встречается во многих местах на восточной части горно-лесного Крыма. В западной части северных предгорий полуострова данный вид отмечается локально и редко.
Беляночка дюпоншеля населяет сухие луга в горных лесах, нагорные сухие участки, сухие известняковые склоны с разреженной ксерофитной растительности.

## Биология
Беляночка дюпоншеля развивается за год в двух поколениях. Время лёта бабочек с конца апреля по начало июня и в июле — августе.
Бабочки кормятся на цветках различных травянистых растений.
Самки после спаривания откладывают яйца по одному на листья кормовых растений из семейства бобовых: чины луговой (Lathyrus pratensis) и других видов чины (Lathyrus), лядвенца (Lotus), копеечника (Hedysarum), и ряда других .
Гусеницы окукливаются на стеблях растений. Зимует на стадии куколки.

## Ссылка
- Бабочки Кавказа — Leptidea duponcheli (Staudinger, 1871) — Беляночка дюпоншеля
- Бабочки Крыма — Leptidea duponcheli (Staudinger, 1871)
- Leptidea duponcheli — eurobutterflies.com
- Bestimmungshilfe des Lepiforums: Leptidea duponcheli